# Anthoscopus punctifrons
El pájaro moscón sudanés (Anthoscopus punctifrons) es una especie de ave paseriforme de la familia Remizidae que vive en África. 

## Distribución y hábitat
Es el miembro del género Anthoscopus que habita más al norte. Se encuentra en las zonas de matorral y sabanas del Sahel y regiones adyacentes, distribuido por el norte de Camerún y Burkina Faso, Chad, Eritrea, Mali, Mauritania, Níger, Nigeria, Senegal, Sudán y Sudán del Sur.